# غينيه ميلينديز
غينيه ميلينديز (بالإسبانية: Ginés Meléndez)‏ هو لاعب كرة قدم ومدرب كرة قدم إسباني، ولد في 22 مارس 1950 في روبليدو في إسبانيا. لعب مع نادي ألباسيتي.